# 31931 Sipiera
31931 Sipiera è un asteroide della fascia principale. Scoperto nel 2000, presenta un'orbita caratterizzata da un semiasse maggiore pari a 2,5514950 UA e da un'eccentricità di 0,2522440, inclinata di 1,15191° rispetto all'eclittica.